# Pectinaster
Genre
Pectinaster est un genre d'étoiles de mer abyssales de la famille des Benthopectinidae.

## Liste d'espèces
Selon World Register of Marine Species (22 mars 2018) :
- Pectinaster agassizi Ludwig, 1905
- Pectinaster filholi Perrier, 1885
- Pectinaster mimicus (Sladen, 1889)